# Цвентибольд
Цвентибо́льд (Звентибальд, Звентибольд; нем. Zwentibold; 870/871 — 13 августа 900) — король Лотарингии с 895 года. Незаконнорождённый сын императора Запада Арнульфа Каринтийского. Получил имя в честь своего крёстного — Святополка I Великоморавского.

## Биография

### Правление
В мае 895 года король Восточно-Франкского королевства Арнульф Каринтийский выделил своему незаконному сыну Цвентибольду Лотарингию. Доставшаяся Цвентибольду территория была несколько меньше, чем бывшее королевство Лотаря II: часть южных владений отошла к Бургундии; возможно, Цвентибольду также не принадлежала и Фризия.
Первоначально Цвентибольд, судя по всему, был независим. Своим советником он назначил графа Эно Ренье I Длинношеего, самого крупного и влиятельного представителя знати.
В 895 году Цвентибольд вмешался в борьбу за трон Западно-Франкского королевства между Эдом Парижским и Карлом III Простоватым, но эта попытка окончилась неудачей, поскольку Эд и Карл объединились против него.
В 898 году Цвентибольд поссорился со своим советником Ренье. В Лотарингии у Цвентибольда с самого начала были враги — сторонники незаконного сына покойного короля Лотаря II, герцога Гуго Эльзасского. И Ренье присоединился к ним, возглавив крупное восстание против короля. Кроме того Ренье вступил в союз с Карлом Простоватым, оставшимся в то время единственным королём в Западно-Франкском королевстве. В результате в одном из сражений Цвентибольд был убит в 900 году. Регино Прюмский указывает, что Цвентибольд был убит 13 августа 900 года около Мосама, однако в некрологе Прюмского монастыря указана дата смерти 13 августа 901 года. Похоронен Цвентибольд в Сустеренском аббатстве.
После гибели Цвентибольда Лотаригиния была вновь присоединена к Восточно-Франкскому королевству, королём которого стал его единокровный брат Людовик IV Дитя, потеряв свою независимость.

### Брак
Жена: (с 897 года) Ода Саксонская (около 884 — после 952), дочь герцога Саксонии Оттона I Сиятельного. Детей у них не было.